# Municipalités du Timor oriental
Le Timor oriental est divisé en 14 municipalités administratifs :
| municipalité | Capitale       | Population |
| ------------ | -------------- | ---------- |
| Aileu        | Aileu          | 36 889     |
| Ainaro       | Ainaro         | 53 629     |
| Baucau       | Baucau         | 104 571    |
| Bobonaro     | Maliana        | 82 385     |
| Cova Lima    | Suai           | 55 941     |
| Dili         | Dili           | 167 777    |
| Ermera       | Gleno          | 103 169    |
| Lautém       | Lospalos       | 57 453     |
| Liquiçá      | Liquiçá        | 55 058     |
| Manatuto     | Manatuto       | 38 580     |
| Manufahi     | Same           | 44 235     |
| Oecusse      | Pante Macassar | 58 521     |
| Viqueque     | Viqueque       | 66 434     |

Les chiffres de population proviennent du recensement de 2004.

Oecusse est une exclave du Timor oriental dans la partie indonésienne de l'île de Timor.
Les îles d'Ataúro et de Jaco sont deux possessions du Timor oriental. Ataúro est un poste administratif de Dili et Jaco est rattachée au poste administratif de Tutuala dans la municipalité de Lautém.
La souveraineté sur l'île inhabitée de Fatu Sinai, que les Indonésiens appellent Batek, est revendiquée à la fois par l'Indonésie et le Timor oriental. D'autres problèmes de délimitation de frontière avec l'Indonésie étaient encore en négociation en 2005.
Les 13 municipalités du Timor oriental sont subdivisés en 65 postes administratifs, eux-mêmes subdivisés en 452 sucos (communes) et 2233 aldeias (villages),.